# Peperomia seposita
Peperomia seposita är en pepparväxtart som beskrevs av William Trelease. Peperomia seposita ingår i släktet peperomior, och familjen pepparväxter. Inga underarter finns listade i Catalogue of Life.